# Gambia (rzeka)

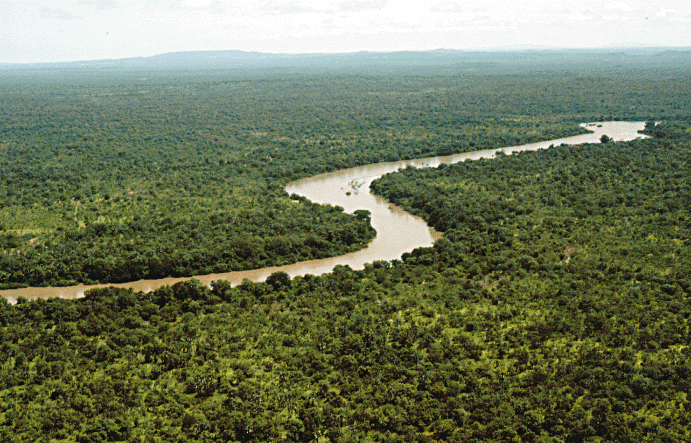
Rzeka Gambia w Parku Narodowym Niokolo-Koba

Gambia – jedna z ważniejszych rzek Afryki Zachodniej, przepływa przez państwa: Gwinea, Senegal i Gambia.
Długość rzeki wynosi około 1200 km, a powierzchnia dorzecza około 180 000 km².
Źródło rzeki leży w masywie Futa Dżalon niedaleko miasta Labé w Gwinei, a jej wody uchodzą do Oceanu Atlantyckiego niedaleko gambijskiej stolicy Bandżul, tworząc największe w Afryce estuarium. Żegluga, ze względu na liczne progi i wodospady, odbywa się jedynie w dolnym biegu rzeki na odcinku 280 km od miasteczka Janjanbureh.
W dorzeczu Gambii zlokalizowanych jest kilka parków narodowych, w tym Park Narodowy Niokolo-Koba w Senegalu, wpisany na listę światowego dziedzictwa UNESCO. Brzegi rzeki w jej środkowym i górnym biegu w większości porasta wilgotny las równikowy w postaci lasu galeriowego. Rzeka i jej brzegi są siedliskiem licznych gatunków zwierząt, spotyka się tu m.in. hipopotamy i krokodyle, a w przybrzeżnych lasach różne gatunki małp.
W dolnym biegu rzeki znajdują się liczne wyspy, w tym niektóre o historycznym znaczeniu ze względu na zakładane na nich w przeszłości forty. Do najbardziej znanych zalicza się fort na Wyspie James, wpisany na listę dziedzictwa UNESCO. Inne forty zakładano także bezpośrednio na brzegach rzeki.
Ważniejsze miasta położone nad rzeką Gambia to: Bandżul, Kuntaur i Janjanbureh w Gambii oraz Simenti, Mako i Kédougou w Senegalu.